# Monique Enckell
Monique Enckell est une dramaturge, écrivaine, et cinéaste française née le 9 novembre 1953.

## Biographie
Monique Enckell se consacre au cinéma en tant que réalisatrice avec un court métrage en hommage à Jacques Tati avec Rufus et un long métrage qui obtiendra le Prix du scénario fantastique d'Avoriaz en 1981.
Elle se consacre un court moment à la télévision avant de se lancer dans la radio de 1990 à 2003 avec des pièces radiophoniques qui seront mises en onde sur France Culture entre autres par Marguerite Gateau, Claude Roland-Manuel, Michel Sidoroff, Jacques Taroni et Jean-Matthieu Zahnd et se consacre ensuite totalement au théâtre comme dramaturge. Ses textes  ont été lus par Mathieu Genet et Audrey Bonnet (notamment au Théâtre des Halles au Festival d'Avignon), mis en scène par Abbes Zahmani au Festival du jeune théâtre d’Alès, Jean-Louis Jacopin à La Cartoucherie, Marc Zammit et Ophélia Teillaud, Gabriel Garran à la Cité européenne des Récollets et  Julien Bal au 6b et sont édités (L'Avant-scène Théâtre, les éditions des Quatre-vents).
Elle a également écrit des pièces à destination du jeune public. Nombreuses représentations, publications L'Avant-scène Théâtre, Actes Sud-Papiers, L'École des loisirs, Lansman et éditions La Fontaine.
En 2014, Monique Enckell est invitée au colloque « Gestes et écriture dans les arts contemporains #2 » organisé par l'équipe du CIMArtS de l'université de Franche-Comté.
Elle a publié en parallèle plusieurs récits, notamment Quand je serai grande, je serai étrangère paru au Seuil en 2000.

## Romans, récits
- Quand je serai grande, je serai étrangère, Seuil, 2000[3]
- Madame l'Afrique, Seuil, 2001 [lire en ligne][4]
- Il pleut du sable sur Paris, illustrations d'Abdallah Sadouk, Al Manar / Alain Gorius, 2014[5]

### En revue
- « Au pays de Chinguetti », revue Caravanes no 8, Phébus, 2003

## Théâtre

### Pièces et représentations théâtrales
- L’Homo Europeanus, c’est moi[6], mise en scène Lucien Marchal, Théâtre en Actes, Paris, 1992 ; mise en scène Jean-Louis Jacopin, La Cartoucherie, 1997
- Dieu merci, on ne meurt qu’une fois[7], mise en scène Abbes Zahmani, Festival du jeune théâtre d’Alès, 1993
- Ne devient pas fou qui veut[8], Festival du jeune théâtre d’Alès, 1993
- Heureux comme des rois[9], rencontres de la Cartoucherie, 1996
- À mort l’amour ![10], mise en scène Ophélia Teillaud et Marc Zammit, Scène Nationale de Cergy-Pontoise, Ris-Orangis, La Norville, 2004 ; événement transdisciplinaire « Le Grand cirque » avec la création de cinq pièces de Monique Enckell dont À mort l’amour !, mise en scène Ophélia Teillaud et Marc Zammit, château de Morsang-sur-Orge, 2005
- La Main qui flambe[11], avec Mathieu Genet, Salon du théâtre et de l'édition théâtrale, 2005 ; L’Été en Automne, Vrigne, 2006[12]
- Au pays de Chinguetti, mise en espace Gabriel Garran avec Audrey Bonnet, Cité européenne des Récollets, 2006 ; Théâtre des Halles, Festival d'Avignon, 2007
- Pas complètement noir, le gris, mise en espace Marc Zammit, Montréal, 2006 ; objet de l'exposition « Delirium » de Claudia Bernal, Montréal, 2007[13] ; mise en scène Julien Bal, 6b, Saint-Denis, octobre 2013[14]
- Raconte-moi ton histoire je te raconte mon histoire, mise en voix, 2008 ; mise en voix festival Mantsina sur scène (Dieudonné Niangouna), Brazzaville, Congo, 2013
- Combien faut-il de pauvres pour faire un riche ? (hommage à Léon Bloy)[15]
- Humain mais pas trop
- Kilométrage illimité
- Métamorphose Business
- Elle a sonné un soir à ma porte

#### Représentations théâtre jeune public
- Le Grand nénuphar d'Amazonie[16], mise en scène Patricia Giros, CDN Théâtre des Jeunes Spectateurs, Montreuil, 1992
- Deux jambes, deux pieds, mon œil[17], mise en scène Patricia Giros, CDN Théâtre des Jeunes Spectateurs, Montreuil, 1997 ; mise en scène Marie-Angèle Vaurs, Théâtre des Nouveautés, Tarbes, 2004, Blagnac, 2005 ; compagnie Les Petits cailloux, Seine-et-Marne, 2013[18] ; mise en scène Clotilde Baudon, Marseille, 2013[19] ; mise en scène Florence Bardel Cie Le Bathyscaphe, 2022[20].
- Vive la vie en vert et bleu ![21], mise en scène Michel Boulay, Théâtre Jean Vilar, Montpellier, 2000
- Il a dit, il n'a pas dit[22], mise en scène festival Bravo, Helsinki, 2012[23]

### Publications
- Dieu merci, on ne meurt qu'une fois, L'Avant-scène Théâtre no 934, 1993[24]
- Heureux comme des rois, Éditions des Quatre-vents, 1996[25]
- Je te le donne en mille, ouvrage collectif - numéro anniversaire, L'Avant-scène Théâtre no 999/1000, 1996[26]

#### Théâtre jeune public
- Le Grand nénuphar d'Amazonie, L'Avant-scène Théâtre no 919, 1992[27]
- Deux jambes, deux pieds, mon œil, Actes Sud-Papiers, 1997 ; L'École des loisirs, 2003[28]
- Il a dit, il n'a pas dit, L'École des loisirs, 1998[29]
- Pêcheurs de lune (deuxième volet de Il a dit, il n'a pas dit), L'École des loisirs, 2000[30]
- 3 octaves ½, Théâtre à lire et à jouer no 4, ouvrage collectif, Lansman, 2001 [lire en ligne][31]
- Vive la vie en vert et bleu !, La Fontaine, 2004[32]

## Radio
- Dieu merci, on ne meurt qu’une fois, mise en ondes Jean-Pierre Colas, France Culture, 1990
- Le Grand nénuphar d'Amazonie, mise en ondes Marguerite Gateau, France Culture, 1990
- Général Malet[33], mise en ondes Georges Peyrou, France Culture, 1991
- Heureux comme des rois, mise en ondes Claude Roland-Manuel, France Culture, 1992
- Lady Hester[34], feuilleton en 10 épisodes, mise en ondes Georges Peyrou, France Culture, 1992
- Le Tombeau des lutteurs[35], feuilleton en 10 épisodes, mise en ondes Jean-Jacques Vierne, France Culture, 1994
- La Bête à deux têtes[36], mise en ondes Claude Roland-Manuel, France Culture, 1995
- Deux jambes, deux pieds, mon œil, mise en ondes Michel Sidoroff, France Culture, 1995
- La Rivière de diamants[37], mise en ondes Maurice Audran, France Culture, 1996
- Au pays de Chinguetti, mise en ondes Jacques Taroni, avec Claire Lasne, France Culture, 1997
- Il a dit, il n'a pas dit, mise en ondes Jacques Taroni, France Culture, 1997
- Dans la gueule du loup, Hommage à Kateb Yacine[38], mise en ondes Jean-Matthieu Zahnd, diffusé par France Culture et sur de nombreuses radios francophones, 2003

## Cinéma, télévision

### Court métrage
- Aller-retour (hommage à Jacques Tati)[39], court-métrage avec Rufus, 1978 (au catalogue de la Vidéothèque de Paris ; en supplément sur le DVD Artus Films)

### Long métrage
- Si j'avais mille ans (avec Daniel Olbrychski, Marie Dubois, Jean Bouise, Dominique Pinon, musique d'Alan Stivell, image Étienne Szabo, cadreur Élizabeth Prouvost) - Prix du scénario fantastique, Avoriaz, 1981 ; Perspectives du Cinéma Français, Festival de Cannes, 1983 ; Prix de la meilleure photo, Madrid, 1984 (DVD Artus Films, coll. « Le cinéma légendaire européen », 2010[40])

### Scénario
- Scénario du long métrage Marie-Antoinette (en collaboration avec Caroline Huppert), réalisation Caroline Huppert, série TV Les Jupons de la révolution, Canal+, 1989

## Entretien
- Entretien avec Jean-François Cadet et Khaled, émission « Vous m'en direz des nouvelles », RFI, diffusée le 16 avril 2014[41]

## Sur Monique Enckell (non exhaustif)
- Frédéric Mignard, « Si j’avais 1000 ans - La critique, Quand Alan Stivell faisait du cinéma », site À voir à lire[42]
- Marc-Olivier Parlatano, « L’Oasis de la mémoire » (sur Il pleut du sable sur Paris), Le Courrier, 17 avril 2014[43]